# City Connections
City Connections er et norsk hiphop pladeselskab, der er et samarbejde mellem Klovner i Kamp, Oslo Fluid, Jakob Kielland og MTG Productions. Selskabet blev stiftet i 1999. De første kunstnere, der blev signet var Klovner i Kamp, der var med til at stifte selskabet. City Connections nyeste artister på listen, er den unge rapduo Karpe Diem.

## Artister
- Klovner i Kamp (opløst)
- Oslo Fluid
- Salvador
- Mojo & Heman
- Karpe Diem